# Ermita de Nuestra Señora de Consolación
La ermita de Nuestra Señora de Consolación es un templo que se encuentra en la localidad de Carrión de los Céspedes, y cuyos titulares pertenecen a la Real, Antigua e Ilustre Hermandad del Santísimo Cristo de la Vera Cruz, María Santísima de la Soledad y Nuestra Señora de Consolación Patrona y Alcaldesa Honoraria Perpetua de Carrión de los Céspedes. Es de estilo mudéjar. Y es el edificio más antiguo del que se data en el municipio de Carrión de los Céspedes después de la alquería. Su construcción data del siglo XIII y acabada a finales del siglo XIV. Sufrió una remodelación tras el terremoto de Lisboa; esta misma ermita fue la elegida para rendir todos los cultos del municipio ya que la iglesia de San Martín sufrió grandes daños tras el terremoto de Lisboa . La Ermita de Santa María fue el edificio más importante del municipio.

## Historia
Se presupone, con el suficiente rigor, que la primitiva Ermita de Santa María de Carrión fue levantada, en el último cuarto del siglo XIII, siendo su primera fábrica una pequeña edificación mudéjar. La más antigua noticia documental de esta capilla se fecha a finales del siglo XIV, en un inventario de las casas y posesiones de la Orden de Calatrava en Sevilla, cuando aún no se cita la iglesia parroquial. Se construyó a extramuros del municipio, de acuerdo con la bula de Gregorio VIII:
Liceat etiam vobis in locis vestris, sine manifesto dispendio vicinarum ecclesiiarum, Oratoria construere in quibus fratres et familiae vestrae divinum audire officiem es cristiana habere valeant sepultura. Y que ninguno de la orden sin permiso pudiera edificarlos: Prohibemus insuper, infra fines parochiarum vestrarum, quas a Saracenis adquisisti, vel ut in posterum adquiretis Capellas vel oratoria sea ecclesias, nullus audeat sine assensu vestro costruere.
Aquí tuvo gran importancia la intervención de los Marqueses de Carrión, con gran aportación sobre todo de Gonzalo de Céspedes, que ayudaron mucho en los problemas económicos y sociales.
En el siglo XVIII fue remodelada por completo, tanto la mismo ermita como la virgen de Consolación que se aloja en su interior.
Tras el terremoto de Lisboa de 1755 la ruina de la Iglesia de San Martín (Carrión de los Céspedes) obligó a que las funciones de la institución parroquial se realizaran en la Ermita hasta finalizar la reconstrucción de aquella en 1758.
Las circunstancias del devenir de la historia han ido cambiando la fisonomía de la Ermita de Consolación cuya configuración actual es producto de distintas remodelaciones a lo largo del tiempo. El edificio que ha llegado hasta nosotros es de una nave de planta rectangular, con tres tramos y cabecera, cubierto con bóveda de arista de yeso. De principios del siglo XIX se data de la portada neoclásica de los pies, rematada por espadaña. La lateral, adintelada, es de fecha algo posterior. Las últimas intervenciones, aunque muy poco profundas, han tenido lugar en la segunda mitad del XX y han mostrado estructuras muy antiguas.
En 2009 se ha llevado a cabo la construcción de una Capilla Sacramental que, adosada al muro norte, ocupa el lugar del antiguo lavatorio, espacio dedicado en pasadas centurias para lavar y curar las heridas a los penitentes flagelantes que formaban parte de la procesión de la Santa Vera Cruz así como de los peregrinos que llegaban a la Ermita. Constructivamente este recinto tiene como acceso un arco de medio punto y está cerrado por una bóveda de medio cañón con revestimientos interiores de mármol.
En la historia más reciente de la hermandad, se nombra su estancia en el Círculo Mercantil, en la que se expusieron gran parte de los tesoros, documentos, mantos... más valiosos de la corporación.

## Descripción
De estilo mudéjar, el edificio que ha llegado hasta nosotros es de una nave de planta rectangular, con tres tramos y cabecera, cubierto con bóveda de arista de yeso. De principios del siglo XIX se data de la portada neoclásica de los pies, rematada por espadaña. La lateral, adintelada, es de fecha algo posterior. Las últimas intervenciones, aunque muy poco profundas, han tenido lugar en la segunda mitad del XX y han mostrado estructuras muy antiguas.
En un camarín construido tras la cabecera en las reformas de principios del XIX se encuentra la venerada imagen de Ntra. Sra. de Consolación Patrona de Carrión, obra anónima de escuela sevillana fechable en la segunda mitad del siglo XVI. Es una iconografía de la Virgen con el Niño orlada con corona, ráfaga y media luna a los pies. En su mano derecha porta cetro y un barco de velas en alusión a la Iglesia peregrina que es guiada por la Madre del Salvador. El espacio que la acoge tiene pinturas al fresco de 1947 con motivos eucarísticos, otros alusivos a su advocación de Consolación y el resto florales, con función meramente decorativa. El retablo mayor, de madera tallada y dorada es obra de 1965 realizada por Guzmán Bejarano y está rematado por la heráldica de la corporación titular.
En la Capilla Sacramental el Santísimo Sacramento está reservado en un tabernáculo de plata realizado por Alejandro Marmolejo en 2009. Es una magistral pieza de orfebrería que emula la portada principal de la Ermita con la verja que cierra el recinto que hace las veces de atrio. En la puerta del mismo, una iconografía de la Encarnación interpreta el sentido iconológico de la función de esta obra. Tras el Sagrario preside este altar el Stmo. Cristo de la Vera Cruz, crucificado anónimo de finales del XVII, antiguo titular de la extinguida Hermandad de la Santa Vera Cruz y en la actualidad titular de la Hermandad de Consolación.
Otras obras de diversa tipología engrosan el patrimonio de esta Ermita todas pertenecientes a la titularidad de la Hermandad de Consolación; entre estas destacamos sendos retratos de los V Marqueses de Carrión, pintados por Sandoval y fechados en el primer cuarto del XIX, que se ubican en la Capilla Sacramental y un interesante conjunto de piezas que son mostradas en los expositores de una sala de juntas adosada a la sacristía. De este último grupo podemos destacar los dos magníficos simpecados de la Hermandad, el antiguo del siglo XVIII y el más reciente bordado en 1934 por los talleres del Olmo, realizados ambos en tisú de plata bordado en oro. Otras piezas de orfebrería completan este conjunto como diversos juegos de candelabros, una cuna para el Niño Jesús de la Titular y un ostensorio de la segunda mitad del XX que ha portado con frecuencia al Santísimo Sacramento en la procesión del Corpus Christi.
En 2009 se ha llevado a cabo la construcción de una Capilla Sacramental que, adosada al muro norte, ocupa el lugar del antiguo lavatorio, espacio dedicado en pasadas centurias para lavar y curar las heridas a los penitentes flagelantes que formaban parte de la procesión de la Santa Vera Cruz así como de los peregrinos que llegaban a la Ermita. Constructivamente este recinto tiene como acceso un arco de medio punto y está cerrado por una bóveda de medio cañón con revestimientos interiores de mármol.

## Devoción a la Virgen
Es de mención, hablar de la tan larga devoción que, desde tiempo inmemorial, se le tiene a la Santísima Virgen de Consolación, a la que todos los carrioneros han dirigido sus plegarias en momentos difíciles, desde la Peste Negra que asediaba Europa en aquellos siglos (siglo XIV, siglo XV) hasta nuestros días, y además, siempre sus hermanos han colaborado en todo y han ayudado siempre, contribuyendo en la medida de lo posible al Patrimonio que hoy en día tiene la Hermandad: mantos de gran calibre,joyas, túnicas, bordados... y muchos más otros tesoros.
De hecho, incluso del vecino pueblo de Castilleja del Campo se conserva uno de los escritos más antiguos (principios del siglo XVI) donde una señora deja parte de su herencia a la Patrona de los carrioneros.